# Cláudio Taffarel
Cláudio André Mergen Taffarel, brazilski nogometaš in trener, * 8. maj 1966, Santa Rosa, Brazilija.
Med letoma 1988 in 1998 je za brazilsko nogometno reprezentanco odigral 101 tekmo, od česar je 18 nastopov vpisal kot prvi vratar na Svetovnih prvenstvih v nogometu 1990, 1994 in 1998. Z Brazilijo je leta 1994 osvojil naslov svetovnega prvaka. Sodeloval je tudi na nogometnemu delu poletnih olimpijskih iger leta 1988.